# Bouchy-Saint-Genest
Bouchy-Saint-Genest é uma comuna francesa na região administrativa do Grande Leste, no departamento de Marne. Estende-se por uma área de 19.69 km², e possui 193 habitantes, segundo o censo de 2018, com uma densidade de 9.8 hab/km².